# AEIOU
AEIOU či A.E.I.O.U. je záhadná zkratka, jež jako svou osobní devizu používal na listinách, knihách, mobiliáři i budovách rakouský vévoda a římskoněmecký císař Fridrich III. Habsburský (1440–1493). Její výklad není jednoznačný, kromě nejznámějších interpretací existuje i několik stovek (!) dalších; Fridrich sám totiž význam svého oblíbeného vlastnického znamení nikdy nikomu neřekl – vysvětlující záznam ve Fridrichově zápisníku byl dopsán později cizí rukou. Kromě císaře Fridricha III. sice ještě tuto zkratku užíval o století později saský vévoda a durynský lantkrabě Jan-Fridrich II. (a to v podobě A.E.I.O.V.), nicméně zůstala spojená především s Fridrichem, během staletí se rozšířila do nižších vrstev a stala se jedním ze symbolů dnešního Rakouska.

## Možné výklady
Latinsky

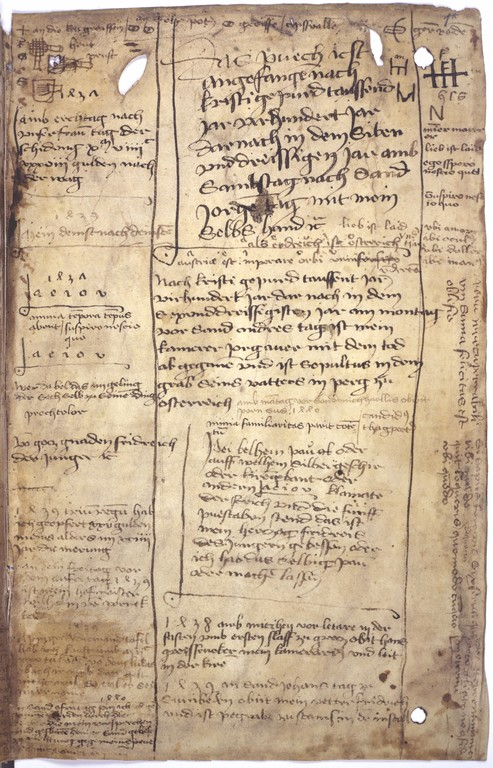
První list Fridrichova zápisníku (se zápisky z let 1437–39) zobrazuje poprvé jak zkratku, tak i její vysvětlení (drobné písmo mezi 1. a 2. zápisem odshora v prostředním sloupci)

- AUSTRIAE EST IMPERARE ORBI UNIVERSO – Rakousku náleží panovat celému světu
- AUSTRIA ERIT IN ORBE ULTIMA – Rakousko bude na světě poslední (tj. jeho existence potrvá nejdéle)
- AQUILA ELECTA IUSTE OMNIA VINCIT[1] – Vyvolený (vznešený) orel právem vše přemáhá
- AMOR ELECTIS INIUSTIS ORDINOR ULTOR[3] – Jsem milován vyvolenými a ustanoven, abych trestal nespravedlivé

Německy
- ALLES ERDREICH IST OESTERREICH UNTERTHAN – Veškerá půda (svět) je poddána Rakousku
- AUF ERDEN IST OESTERREICH UNSTERBLICH – Na zemi je Rakousko nesmrtelné
- ALLER EHREN IST OESTERREICH VOLL[1] – Všech ctností je Rakousko plné
- ALLEIN EVANGELIUM IST OHNE VERLUST – Jedině evangelium je beze ztráty (verze Jana-Fridricha II. Saského)

Existovaly i kritické či ironické interpretace, z nichž nejznámější jsou:
- ALLE ESSEL IUBELN OHNE UNTERLASS – Každý osel (ať) jásá bez ustání
- ALLER EHRGEIZ IST OESTERREICH UNBEKANNT – Vší ctižádosti je Rakousko prosté

## Galerie

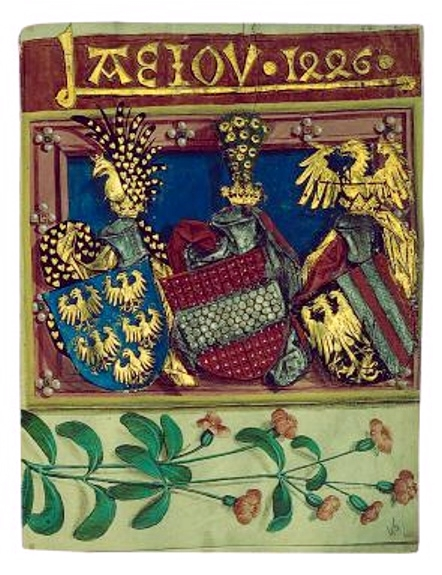
Nejtypičtější provedení hesla/zkratky (včetně pozdněgotického ozdobného podtržení po straně ve formě jakéhosi „L“), vymalované na příručních registrech Fridricha III. (1446)
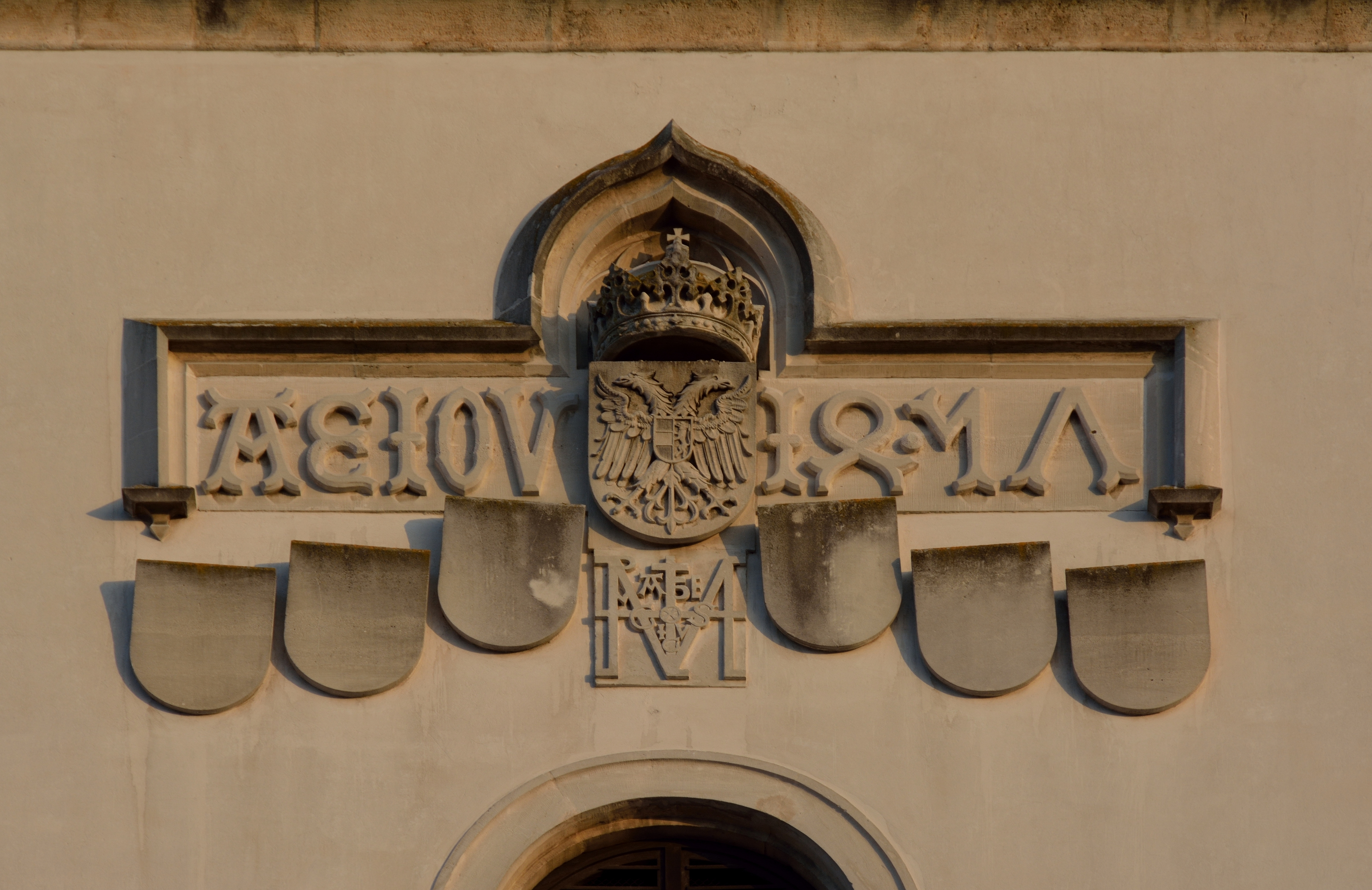
Na štítu kaple Tereziánské vojenské akademie (původně rezidence Fridricha III.) ve Vídeňském Novém Městě
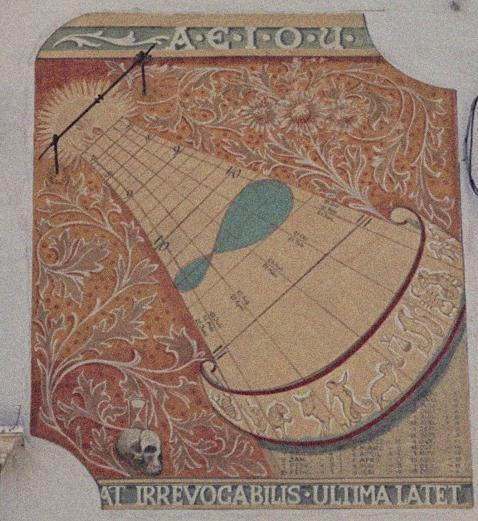
Na slunečních hodinách v italském (jihotyrolském) Meranu
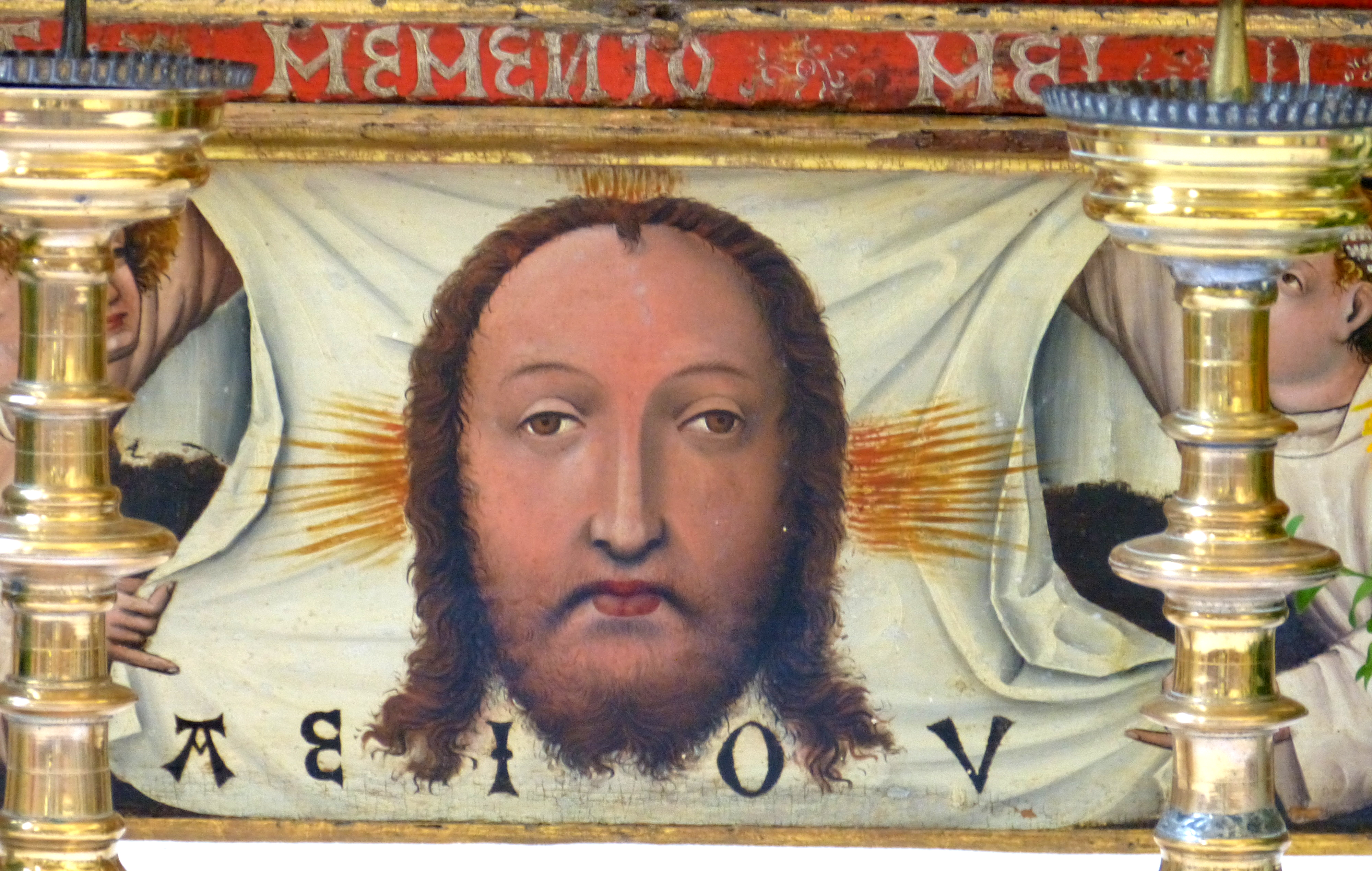
Oltářní predela z roku 1449 v kostele sv. Ducha ve štýrském Bad Aussee (donátorem oltáře byl Fridrich, tehdy ještě římský král)
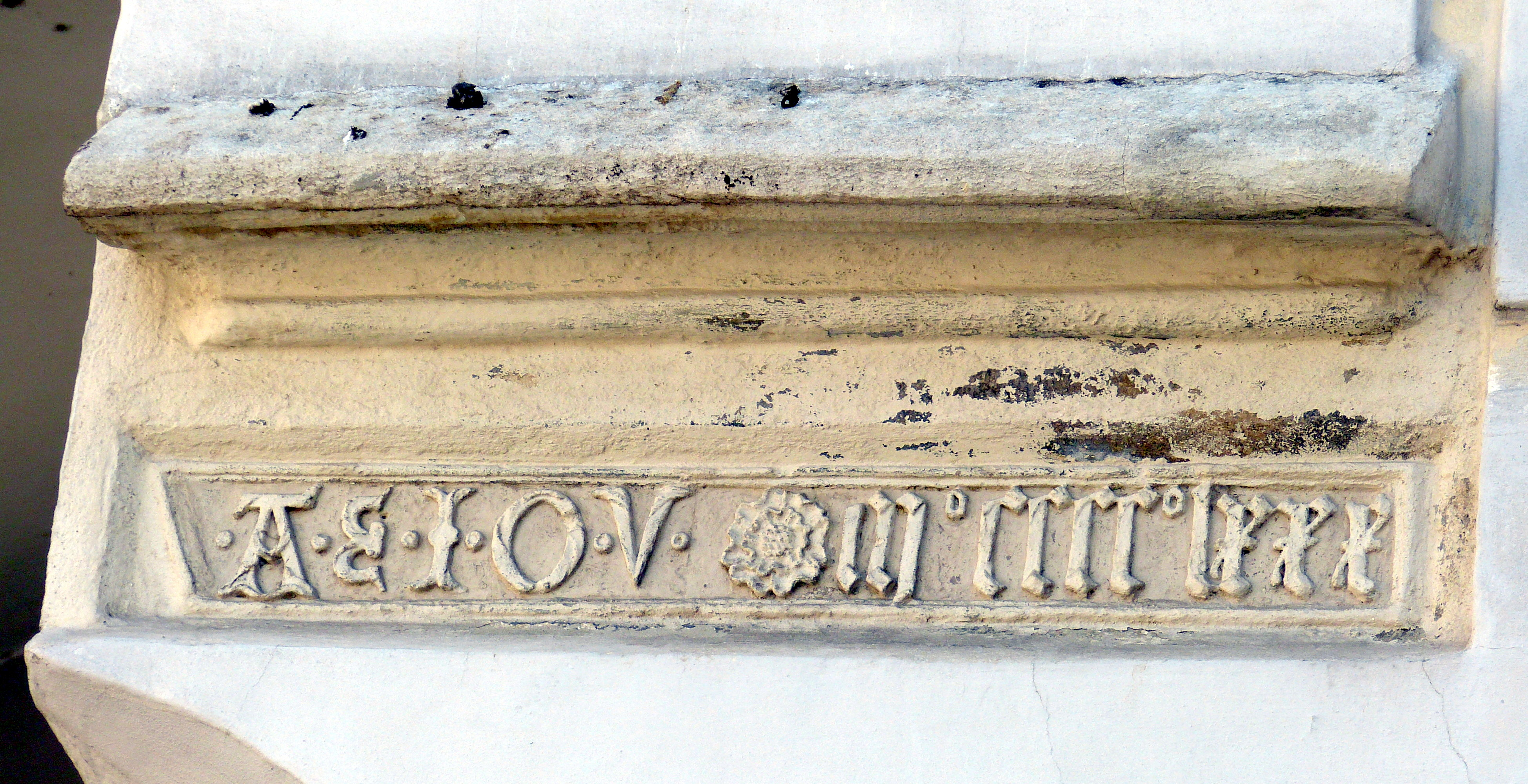
Výzdoba a datační pomůcka (1480) pod obloukem Kamenné brány (Steiner Tor) v dolnorakouské Kremži